# Liste der Kulturdenkmäler in Hütschenhausen
In der Liste der Kulturdenkmäler in Hütschenhausen sind alle Kulturdenkmäler der rheinland-pfälzischen Ortsgemeinde Hütschenhausen einschließlich der Ortsteile Katzenbach und Spesbach aufgeführt. Grundlage ist die Denkmalliste des Landes Rheinland-Pfalz (Stand: 21. Juli 2023).

## Einzeldenkmäler
| Bezeichnung                         | Lage                                         | Baujahr                            | Beschreibung | Bild                           |
| ----------------------------------- | -------------------------------------------- | ---------------------------------- | --- | ------------------------------ |
| Protestantische Kirche              | Hütschenhausen, Hauptstraße 102 Lage         | 1933/34                            | Saalbau, 1933/34, Architekt Willi Hemmer, Kaiserslautern                                                                          | BW                             |
| Villa                               | Hütschenhausen, Hauptstraße 112 Lage         | 1901                               | stattliche spätgründerzeitliche Walmdachvilla, bezeichnet 1901                                                                    | BW                             |
| Gasthaus Kurz                       | Hütschenhausen, Hauptstraße 119 Lage         | zweite Hälfte des 18. Jahrhunderts | spätbarocker Mansarddachbau mit Krüppelwalmen, in den Felsen gehauener Keller, Anbau, bezeichnet 1871                             | BW                             |
| Hofanlage                           | Hütschenhausen, Hauptstraße 120 Lage         | 1805                               | Hakenhof; nachbarockes Wohnhaus, bezeichnet 1805, Scheune zweite Hälfte des 19. Jahrhunderts                                      | BW                             |
| Portal                              | Hütschenhausen, Hauptstraße, an Nr. 125 Lage | 1874                               | gründerzeitliches Portal, bezeichnet 1874                                                                                         | BW                             |
| Hofanlage                           | Hütschenhausen, Hauptstraße 127 Lage         | 19. Jahrhundert                    | Hofanlage, 19. Jahrhundert; nachbarockes Wohnhaus, teilweise Fachwerk, bezeichnet 1844                                            | BW                             |
| Hofanlage                           | Hütschenhausen, Hauptstuhler Straße 4 Lage   | 1901                               | spätgründerzeitliche Einfirstanlage, bezeichnet 1901 (?)                                                                          | BW                             |
| Katholische Pfarrkirche St. Michael | Hütschenhausen, Kirchenstraße 25 Lage        | 1911–13                            | zentralisierender, dreischiffiger Sandsteinquaderbau, romanisierender Heimatstil, 1911–13, Architekt Rudolf von Perignon, München | weitere Bilder Fotos hochladen |
| Dorfgemeinschaftshaus               | Katzenbach, Brunnenstraße 22 Lage            | 1911                               | ehemalige Schule; eingeschossiger Zweiflügelbau, Heimatstil, bezeichnet 1911                                                      | BW                             |
| Gasthaus Pletsch                    | Spesbach, Ramsteiner Straße 42 Lage          | 1899                               | ehemaliges Gasthaus Pletsch; spätgründerzeitlicher Krüppelwalmdachbau, Bruchstein, bezeichnet 1899                                | BW                             |
| Hofanlage                           | Spesbach, Ramsteiner Straße 45 Lage          | 19. Jahrhundert                    | Vierseithof, 19. Jahrhundert; klassizistisches Wohnhaus, bezeichnet 1828                                                          | BW                             |
| Protestantische Pfarrkirche         | Spesbach, Ramsteiner Straße 57 Lage          | 13. Jahrhundert                    | barocker Saalbau, 1746, Turm aus dem 13. Jahrhundert                                                                              | BW                             |

## Ehemalige Kulturdenkmäler
| Bezeichnung | Lage                                     | Baujahr                    | Beschreibung | Bild |
| ----------- | ---------------------------------------- | -------------------------- | --- | ---- |
| Schulhaus   | Hütschenhausen, Hauptstraße 104/106 Lage | Mitte des 19. Jahrhunderts | ehemalige Schule; langgestreckter spätklassizistischer Putzbau, Mitte des 19. Jahrhunderts; 2024 aus Denkmalliste gelöscht | BW   |